# エフゲーニャ・エステス
- イェヴゲーニヤ・エステス

エフゲーニャ・ヴィクトロヴナ・エステス（ロシア語: Евгения Викторовна Э́стес、1975年7月17日 - ）は、ロシアの元女子バレーボール選手。元ロシア代表。旧姓はアルタモノワ（ロシア語: Артамонова）。

## 来歴
スヴェルドロフスク出身。3歳半でフィギュアスケート、5歳で水泳を始める。フィギュアでは将来を有望視されていたが、6歳の時の遊戯中に事故に遇い断念。7歳の時にバレーボールのコーチにスカウトされ、今に至る。
オリンピック予備軍選手学校を経て、1982年にウラロチカ・エカテリンブルクに入団。1991年、16歳でロシア代表（当時はソ連）に選出され、ワールドカップで世界デビューを果たす。当初は若さゆえの脆さも見られたが、経験を積み瞬く間に世界の大砲へと成長。オリンピックには1992年バルセロナ五輪から2012年ロンドン五輪まで6大会連続で出場している。
1995年からVリーグの東洋紡オーキスでプレーし、チームの大エースとして活躍。1998 - 1999シーズンでは優勝を経験。2002 - 04年、2006 - 07年には武富士バンブーでプレーした。
2004年に武富士を退団後程なくして、カルポリ元監督の娘婿だったロシアチームのコーチ、エステスと結婚。
2018年にバレーボール殿堂入り。

## 人物
世界の大砲と呼ばれるほどのアタッカーであると同時に、ブロック、レシーブも器用にこなし、オールラウンドな選手である。カルポリ元監督からも「冷静で安定感がある。名実共に世界一のプレーヤー」と篤い信頼を得てきた。
クロアチアのエース・イェリッチとは共にVリーグでプレーし、最大のライバルとされる間柄だったが、向こうが「アルタモノワとの対戦では燃える」と闘志を隠さないのに対し、エフゲーニャは「ライバル意識などは特にない」とかわしている。リーグでの壮絶な打ち合いは伝説となったが、チームに恵まれなかったイェリッチは国際大会でのメダル圏内に入ることなく引退。一方、世界ランキング１位のロシアのエースとして君臨したエフゲーニャも、五輪の金メダルには届いていない。
容姿
1993年ワールドグランドチャンピオンズカップの際、月刊バレーボール誌上で行われた美人選手コンテストでは、2位の山内美加を凌いで1位に選ばれたほどの美貌の持ち主。デビュー当時はきりりと濃く太目の眉が特徴的だったが、26歳ごろからは流行を取り入れてか、眉を細くしている。髪型は1991年の国際デビュー当時は腰まで届く超ロングだった。
試合中にあまり表情を変えないことから、日本のマスコミからは『アイス・ドール』の異名を取る。
性格
10代の頃は、インタビューにも小さな声でボソボソと答える内気な少女だった。ハッとするような妖艶さと、はにかむ時のあどけなさが同居していた。デビュー時の記者会見ではカルポリ監督（当時）の横で頬を赤らめ、何も話すことができなかった。
クールと形容されることが多く、1999年ワールドカップの取材では、「試合中に笑顔を見せないのは何故？」の質問に、「バレーは私の仕事だから。遊びじゃないもの」と答えている。
趣味
10代のころの趣味はぬいぐるみ集め。19歳の誕生日を最後に、ぬいぐるみ集めを卒業すると宣言していたが、20代になってもぬいぐるみと添い寝していた事実を、大林素子から親しみをこめて暴露された。趣味はクラシック音楽鑑賞、歴史に関する本を読むこと。

## エピソード
- 東洋紡時代は同誌企画による「ミス・Vリーグ」で2位に選ばれた。彼女に投票した男子選手の一人、佐々木太一は、東洋紡の試合観戦中、取材で来ていた大林素子からの「もしアルちゃんと対戦したら勝てますか？」の問いに「いやぁ、勝てないですよ。だってキレイで見とれちゃうもん」とおどけていたという。
- 19歳の時の取材では「バレーって、今の私の自己表現の一つ。口下手なんで」と言っていた。19歳の誕生日には山内美加と対談をしているが、山内からの「ボーイフレンドはいるんでしょう？」の質問に、照れながら「私にはまだ早いですよ」と答えた[要出典]。
- 1995年ワールドグランプリ対日本戦では、その前年に手術した膝が悪化してコートに倒れ込み、チームメートに支えられての退場の際、しゃくりあげて泣いた。1997年グラチャンではロシアは無敗で優勝し、本人はMVPを受賞。その表彰式ではファンの歓声に手を振りながら、涙ぐんでいた。1996年Vリーグの表彰式では、2シーズンを東洋紡のチームメートとして過ごした大林素子の引退に感極まり、涙を流した。大林は「（エフゲーニャの）あの涙は一生忘れないと思う」と語っている。[要出典]

## 球歴
- 1991年 - ワールドカップ（銅メダル）
- 1992年 - バルセロナ五輪（銀メダル）
- 1993年 - ヨーロッパ選手権（金メダル）
- 1994年 - 世界選手権（銅メダル）
- 1996年 - アトランタ五輪（4位）
- 1997年 - ヨーロッパ選手権（金メダル）
- 1998年 - 世界選手権（銅メダル）
- 1999年 - ヨーロッパ選手権（金メダル）
- 1999年 - ワールドカップ（銀メダル）
- 2000年 - シドニー五輪（銀メダル）
- 2001年 - ヨーロッパ選手権（金メダル）
- 2002年 - 世界選手権（銅メダル）
- 2004年 - アテネ五輪（銀メダル）
- 2008年 - 北京五輪（5位）
- 2012年 - ロンドン五輪（5位）

## 所属クラブ
- ／ ウラロチカ・エカテリンブルク（1991-1995年）
- 東洋紡オーキス（1995-1999年）
- エジザージュバシュ（1999-2000年）
- Capo Sud Reggio Calabria（2000-2001年）
- ウラロチカ・エカテリンブルク（2001-2002年）
- 武富士バンブー（2002-2004年）
- ヴォレロ・チューリッヒ（2004-2006年）
- 武富士バンブー（2006-2007年）
- ウラロチカ・エカテリンブルク（2007-2013年）